# Fiksacja potasu
Fiksacja potasu - nawracanie potasu z roztworu glebowego do fazy stałej gleby. Polega na wiązaniu jonów K niewymiennie w przestworze międzypakietowym minerałów ilastych. Szczególnie przez minerały typu 2:1 (np. illit), dzięki elastycznej budowie ich siatki krystalicznej i łatwości rozszerzania lub zwężania przestrzeni międzypakietowych. Proces ten zachodzi głównie na glebach ciężkich, w głębszych ich warstwach, które zawierają więcej iłu koloidalnego.